# Lerici
Lerici (Lerxi in ligure, Lerze nella variante locale) è un comune italiano di 9 180 abitanti della provincia della Spezia in Liguria. 

## Geografia fisica
Il territorio di Lerici è situato nella riviera di Levante, sulla sponda orientale del golfo della Spezia. Sorge al centro di una piccola insenatura naturale, denominata Seno di Lerici e dominata da un promontorio su cui spicca l'imponente castello. Quasi di fronte al borgo capoluogo, oltre la località della Venere Azzurra, si trova l'abitato di San Terenzo.
Il comune fa parte del Parco naturale regionale di Montemarcello-Magra-Vara.

## Origini del nome
Il nome odierno di Lerici deriva da Eryx che fu italianizzato in Erice, e si disse l'Ericee poi Lerici unendo il nome all'articolo. Ma Eryx è una correzione di Ilex, che fu il primo nome che ebbe quella terra, e così fu chiamata da tutti i primi annalisti, nome che corrisponde al volgare Elee o Lerici, preso da quella località, dalla circostanza che la collina su cui è costrutto il castello era, come lo è tuttora, popolata di codeste piante, fra le quali ve n'era forse qualcuna di grandezza straordinaria, da cui il luogo prese il nome di podium Ilycis. Inoltre, a maggior conferma di ciò, lo stemma del comune porta nel campo una pianta di leccio.

## Storia
(Dante, Purgatorio, canto III, vv. 49-51)
…contraque sedei fortisimus Eryx»
(Petrarca, Africa)

### L'antichità
Le prime tracce storiche del borgo di Lerici risalgono all'epoca etrusca, quando con tutta probabilità fu insediato un villaggio, intorno al VII secolo a.C., prima della fondazione della futura città romana di Luni.
Nel tempo la particolare posizione geografica fece di Lerici un porto naturale, prima per i Liguri, poi per i Romani.

### X secolo
Nel medioevo la sua baia servì come importante approdo e scalo commerciale degli Obertenghi. Lerici acquisì la sua importanza a motivo dell'itinerario dei pellegrini, dei viandanti e dei mercanti medievali che, per evitare le impervie contrade dell'estrema Riviera di Levante, s'imbarcavano da Genova per riprendere a Lerici la via di terraferma e viceversa.

### XII secolo
Il borgo fu poi governato dai Vescovi-Conti di Luni e confermato nel 1186 da Federico Barbarossa al vescovo Pietro e nuovamente confermato nel 1191 da Enrico VI al vescovo Rolando; successivamente fu dominio del signore lucchese Castruccio Castracani e della famiglia Malaspina.
Ma fu con la Repubblica di Genova che Lerici cominciò ad assumere un ruolo più importante. Dopo aver acquistato Portovenere e averne fatto una base strategica per il controllo del golfo spezzino, Genova venne in possesso anche di Lerici, negoziando con i Signori di Vezzano e di Arcola, che erano i feudatari della località.

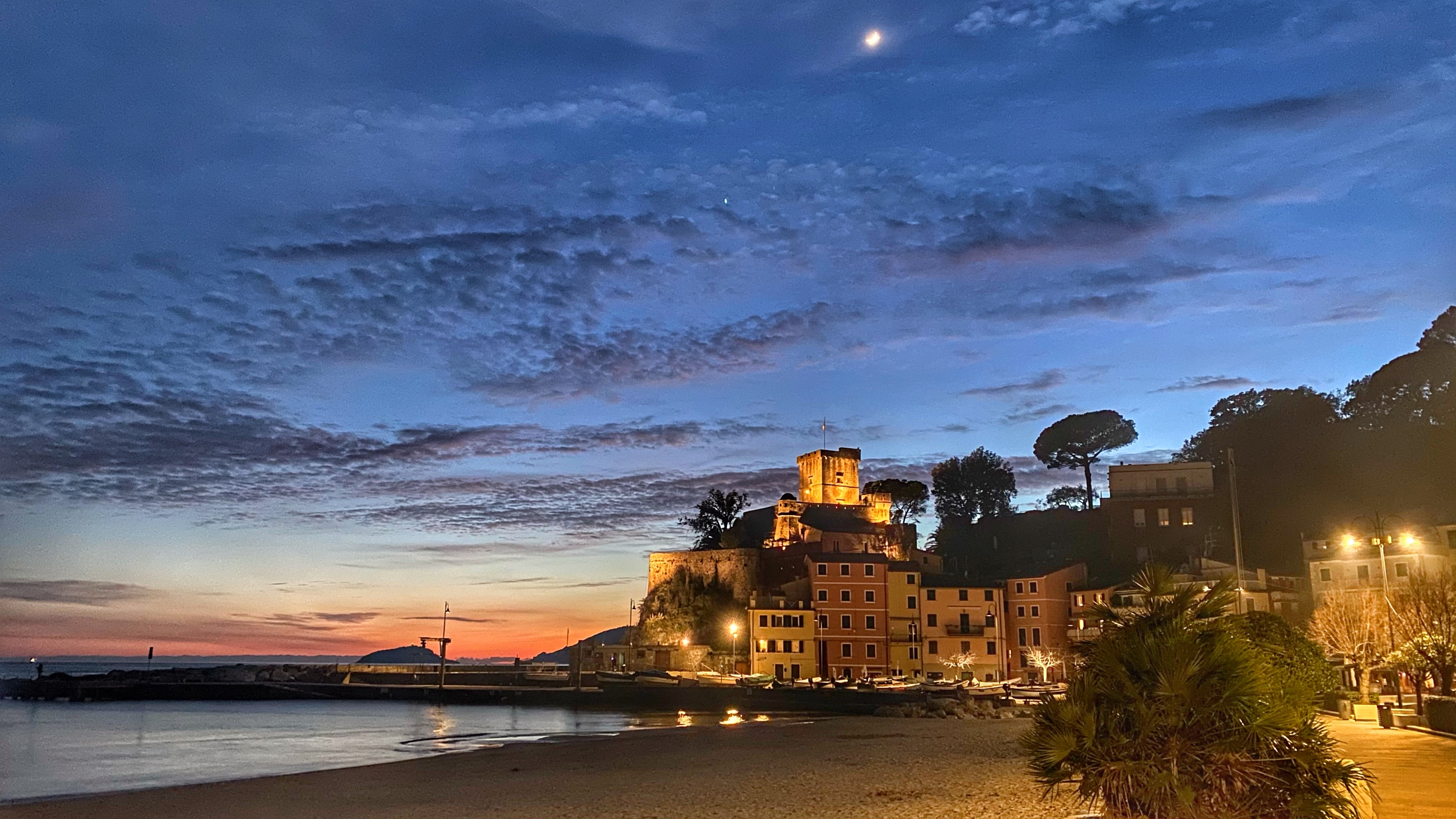
La frazione di San Terenzo e il locale castello

Nel 1152 a Portovenere fu firmato l'atto con il quale Giulenzio, Butafara e Girardo per Arcola e Guido, Bellengerio, Alberto, Girardo ed Enrico per i da Vezzano cedettero quote “de monte Ylicis” per 29 e 10 lire alla Repubblica genovese.
L'insediamento di Genova in questa parte del golfo e le sue mire espansionistiche verso est si scontrarono con la famiglia dei Malaspina che nel 1174 furono sconfitti a Monleone di Cicagna e costretti a sottoscrivere un patto con il quale erano obbligati, fra l'altro, a rinunciare a Lerici.

### XIII secolo
Negli anni successivi il borgo lericino vide accrescere la sua importanza. La sua collocazione geografica e l'assenza di fortificazioni ne avevano fatto un luogo deputato a sede di trattative di fine alla guerra fra Genova e Pisa. A Lerici nel 1217 fu stipulato un trattato di pace fra le due Repubbliche marinare.
Lo scontro navale all'isola del Giglio del 1241, risoltosi con la vittoria dei Pisani sulla flotta genovese, influì sul destino di Lerici. La Repubblica marinara di Pisa, infatti, occupò la baia e l'approdo, forse senza incontrare resistenza. I Pisani tentarono di conquistare anche il presidio di Portovenere, ma furono respinti. Decisero di fortificare Lerici con un castello e di cingere di mura il sottostante abitato, che prese in nome di “borgo pisano”.
Il possesso pisano di Lerici non durò a lungo: dal 1241 al 1256, appena una quindicina d'anni, e finì con l'espugnazione genovese del castello.
Nel 1284 i Lericini contribuirono alla sconfitta di Pisa a opera dei Genovesi nella battaglia della Meloria, con 100 marinai e mezza dozzina di nocchieri e Genova mise mano al potenziamento delle difese lericine, rafforzandone il castello e dopo qualche anno ricostruendo il borgo fortificato.
Per l'interramento dello scalo sarzanese di San Maurizio sul fiume Magra e in mancanza di un comodo collegamento terrestre con Genova, il borgo marinaro di Lerici andò acquistando importanza come scalo per le rotte dei pellegrini e delle merci dirette a ponente.

### XIV secolo
Agli albori del XIV secolo il passaggio di Dante Alighieri, pur non storicamente documentato come nel caso di Sarzana e di Castelnuovo Magra, è sostenuto da molti studiosi in forza della potente citazione del Canto III del Purgatorio.
Inoltre l'episodio della celebre memoria boccacciana della Epistola di frate Ilaro del Monastero del Corvo a Uguccione della Faggiuola, databile intorno al 1314 e relativa all'antico cenobio benedettino di Santa Croce del Corvo della vicina Bocca di Magra, vale senz'altro a incrementare le probabilità della prestigiosa frequentazione.
L'ipotesi è che Dante a Lerici si sia unito alla delegazione cardinalizia mossa per nave alla volta della Francia in occasione del conclave a Carpentras (frequentazione da cui sarebbe nata l'Epistola XI ai Cardinali) e che da Carpentras Dante si sia poi spinto fino a Parigi, come vuole ancora il Boccaccio, per approfondire i suoi studi teologici presso la Sorbona.
Anche Lerici fu teatro degli scontri che opposero nei primi decenni del XIV secolo i Ghibellini e i Guelfi, i quali per ben due volte distrussero il paese, senza riuscire a espugnare il castello. Conquistato dai Fieschi nel 1392, che lo consegnarono al duca d'Orlèans, il territorio ritornò in possesso di Genova (durante il dogato di Giorgio Adorno) e, dal 24 maggio 1396, del Regno di Francia di Carlo VI.

### XV secolo
Alla caduta del governo franco-genovese, nel 1411, le fortificazioni e il borgo furono venduti a Firenze.
L'anno successivo Genova riuscì nuovamente a entrare in possesso di Lerici, tenendola per quattordici anni, fino a quando non la cedette ad Alfonso V d'Aragona nel 1426.
Nella seconda metà del Quattrocento ci furono alterne dominazioni fino al definitivo passaggio a Genova nel 1479 che, in seguito, la elevò a sede di Capitanato. Nei decenni successivi il castello, ampliato e consolidato da una pesante e spessa cortina esterna per renderlo resistente alle nuove artiglierie, divenne un caposaldo della Repubblica genovese.
Nel 1484 Lorenzo de' Medici tentò inutilmente di conquistare Lerici durante la guerra per il possesso di Sarzana.

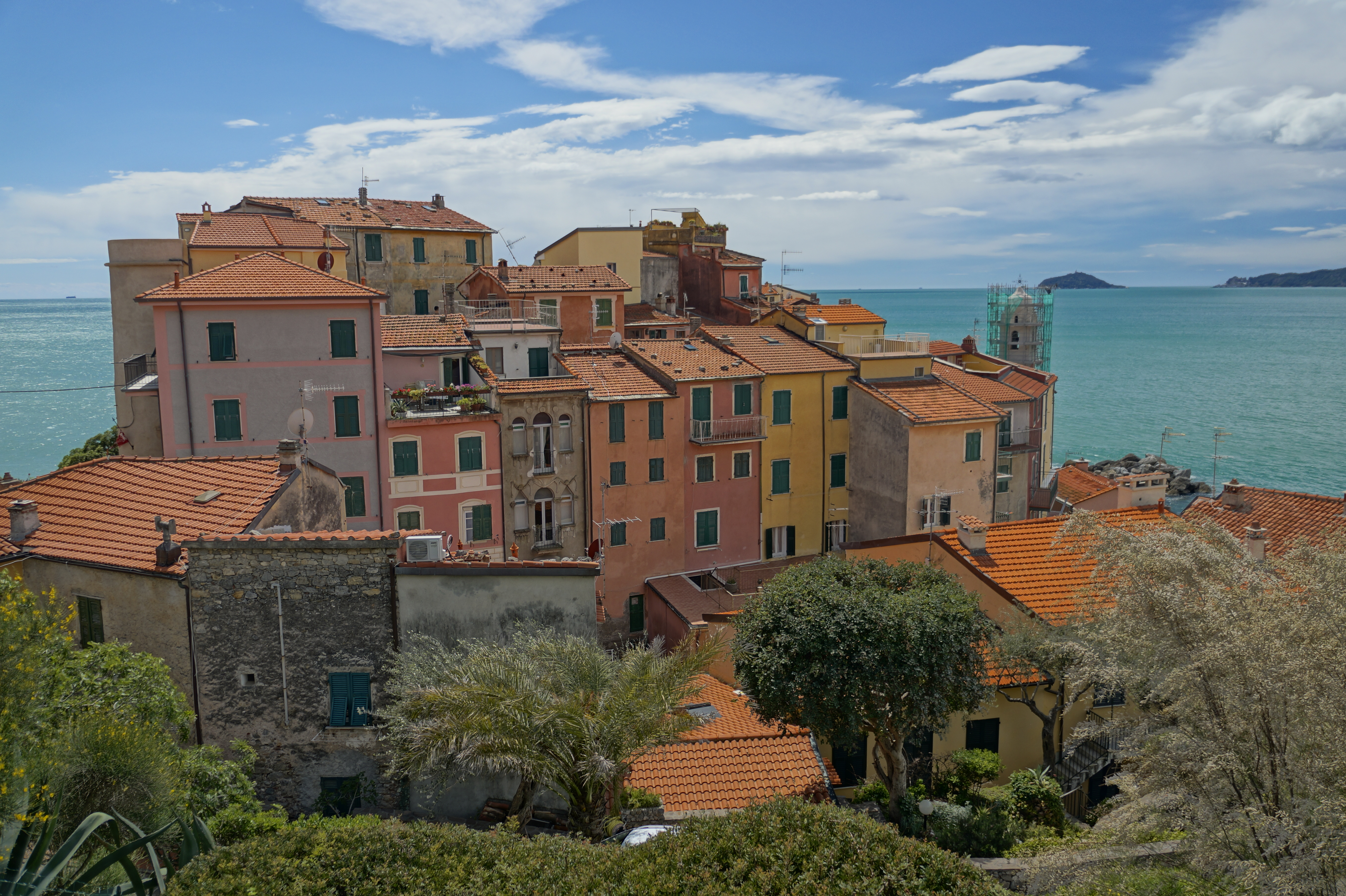
Panorama della frazione di Tellaro

La Repubblica genovese cede la sovranità su Lerici alla Casa di San Giorgio nel 1479.
Intorno al 1490 viene costruito il convento agostiniano di Maralunga.

### XVI secolo
Poiché l'amministrazione dei possedimenti si era rivelata antieconomica, nel 1562 la Casa di San Giorgio restituisce alla Repubblica tutti i territori dei quali aveva ricevuto la sovranità, fra cui Lerici, 
Nel XVI secolo Lerici e il suo castello furono particolarmente legati alla figura di Andrea Doria. Nel 1528 l'ammiraglio si rifugiò nel castello per sfuggire ai sicari di Francesco I che rifiutava di mantenere i suoi impegni. Più tardi, il 9 settembre, riunita una flotta di tredici galee, imbarcò le sue truppe alla Spezia da cui salpò per andare alla riconquista di Genova occupata dai francesi.

### XVII e XVIII secolo
Alla fine del XVIII secolo, con la caduta della Repubblica di Genova e con la nuova dominazione francese di Napoleone Bonaparte Lerici entrò nella Repubblica Ligure dal 2 dicembre 1797 nel Dipartimento del Golfo di Venere, con capoluogo La Spezia. Dal 28 aprile 1798 con i nuovi ordinamenti francesi, Lerici (o "Lerice", come appare nei documenti antichi) rientrò nel IV cantone, come capoluogo, della Giurisdizione di Lunigiana e dal 1803 centro principale del II cantone del Carpione nella Giurisdizione del Golfo di Venere. Infine, con tutta la regione ligure fu annessa all'Impero francese dal 13 giugno 1805 al 1814 e venne inserita nel Dipartimento degli Appennini. Il 25 marzo 1814 Lerici fu conquistata dai britannici, al termine di una prolungata battaglia contro una guarnigione francese che aveva tentato di riconquistare il castello.
Caduto Napoleone, dopo il Congresso di Vienna del 1814, nel 1815 Lerici fu inclusa nella provincia di Levante del Regno di Sardegna e quindi nel Regno d'Italia (1861-1946)
Tre abitanti di Lerici, di cui due nativi della frazione di San Terenzo, partirono coi Mille: Luigi Andreotti, Onesto Faccini e Giovanni Battista Monteverde.

### XX secolo
Dal 1859 al 1927 il territorio era compreso nel II mandamento di Lerici del circondario di Levante che faceva parte della provincia di Genova prima e, con la sua istituzione nel 1923, della provincia della Spezia poi. Al 1939 risale l'aggregazione a Lerici della frazione di Tellaro dopo il suo distacco dal territorio di Ameglia, mentre gli ultimi aggiustamenti al territorio comunale risalgono al 1960 quando una zona territoriale di Lerici viene aggregata al comune di Ameglia.

### Simboli
Stemma
Gonfalone

Lo stemma è stato concesso con il regio decreto del 9 settembre 1939 e il gonfalone con quello del 10 giugno 1940.

## Monumenti e luoghi d'interesse

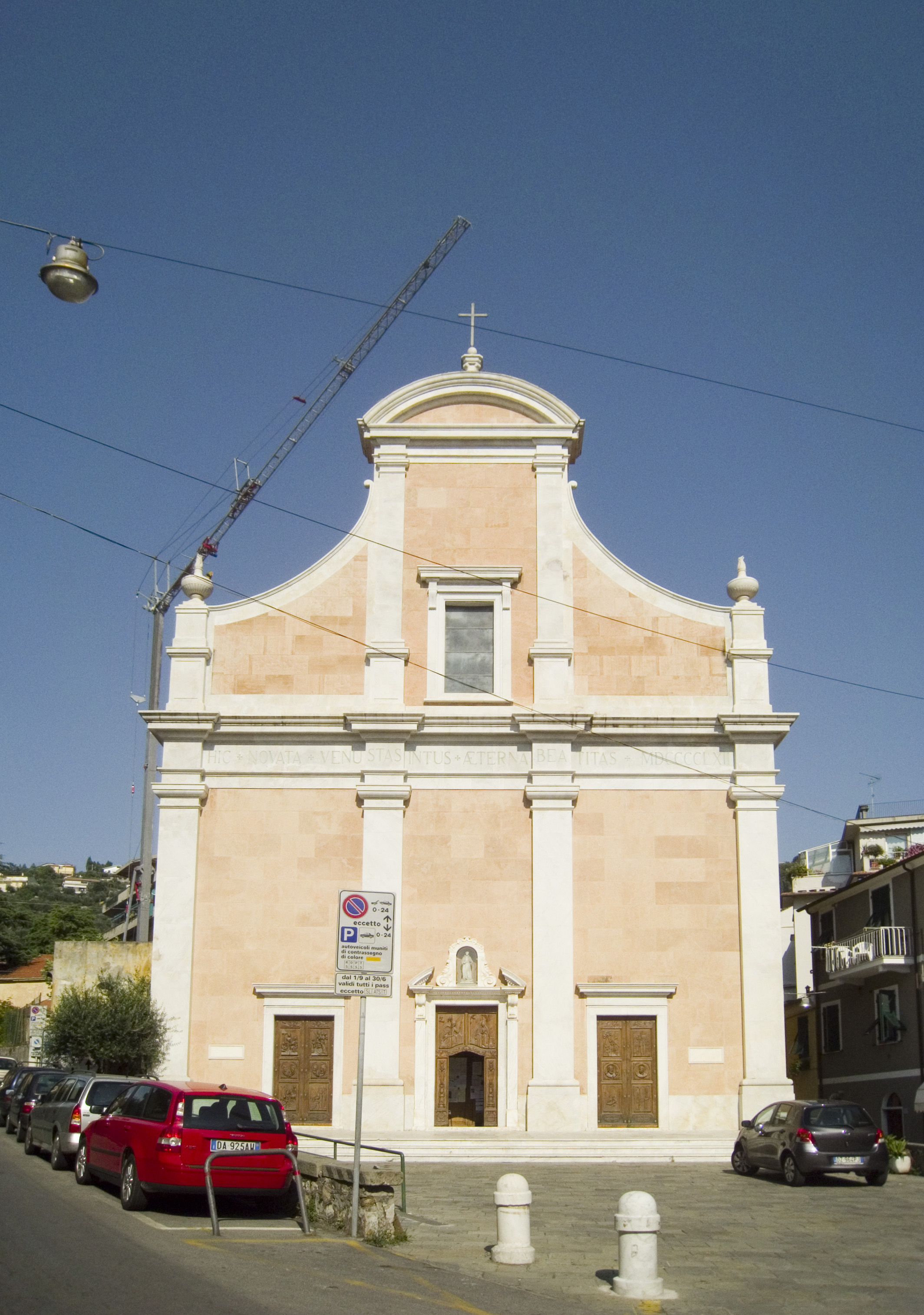
La chiesa parrocchiale di San Francesco a Lerici

### Architetture religiose
- Chiesa di San Francesco d'Assisi e santuario di Nostra Signora di Maralunga nel capoluogo, riedificato nelle forme attuali tra il 1632 e il 1636[17].
- Oratorio di San Rocco nel capoluogo, esistente dal XIII secolo e ampliato tra il 1523 e il 1524. Conserva diverse opere pittoriche e numerosi ex voto[17]. Il campanile è stato edificato nel XIV secolo e rimaneggiato nel corso del XVI secolo[17].
- Oratorio di San Bernardino da Siena nel capoluogo, edificato in un periodo antecedente al 1498[17] a fianco della parrocchiale di San Francesco d'Assisi.
- Ex chiesa di Santa Maria Annunziata presso il promontorio di Maralunga. Edificata nel 1410 e ampliata nel 1420 con la costruzione di un annesso monastero dei frati agostiniani. Dopo la soppressione dell'ordine religioso nel 1799 per le nuove disposizione napoleoniche, il sito venne sconsacrato e chiuso al culto. Dopo un lungo abbandono, soltanto nel 1890 l'intera struttura venne completamente distrutta per far posto alla successiva batteria militare[17].
- Ex chiesa della Concezione dei Cappuccini nel capoluogo. Edificata nei primi anni del XVII secolo e alla quale fu poi aggiunto un convento dei frati, il sito religioso venne chiuso e sconsacrato dopo l'abbandono dell'ordine da Lerici (1868). La chiesa fu poi convertita in teatro e il convento nell'odierna sede del municipio[17].
- Chiesa parrocchiale di San Giovanni Battista nella frazione de La Serra. Al suo interno conserva un dipinto, del Seicento, raffigurante il santo titolare della chiesa e della parrocchia[17].
- Chiesa parrocchiale di San Pietro apostolo nella frazione di Pozzuolo. Una primitiva cappella, intitolata a san Giovanni Battista, fu edificata nel piccolo borgo nel corso del Cinquecento. Con la creazione della nuova comunità parrocchiale la chiesa verrà intitolata all'apostolo Pietro[17].
- Chiesa parrocchiale dei Santi Nicolò e Lucia nella frazione di Pugliola. Ricordata e citata anticamente con la denominazione di "Santa Lucia de Illice", nome che conservò fino al Quattrocento, già nel 1298 è testimoniata la sua affiliazione con la pieve di San Michele Arcangelo di Trebiano. La chiesa, in stile barocco con l'attiguo campanile romanico, conserva diversi dipinti tra cui la tela con la Madonna col Bambino e i Santi Nicola di Bari, Lucia e Lorenzo dipinta da Domenico Fiasella intorno alla metà del quarto decennio del Seicento e completata da un'altra mano, riconosciuta ipoteticamente in quella di Valerio Castello, nelle figure del Bambino e di Lorenzo.[18]
- Chiesa parrocchiale di Santa Maria Assunta nella frazione di San Terenzo, del XVII secolo e rifatta negli anni venti del XX secolo[19].
- Chiesa di San Giorgio nella frazione di Tellaro, del XVI secolo[20].
- Chiesa parrocchiale della Stella Maris nella frazione di Tellaro, edificata nel 1942. Conserva il fonte battesimale barocco e la statua di San Rocco, in precedenza custodite nella piccola chiesa di San Giorgio.
- Oratorio di Santa Maria di Selaa nella frazione di Tellaro.
- Chiesa di San Lorenzo ai Monti, sul monte Caprione. Di architettura romanica è orientata secondo la linea equinoziale Est-Ovest. La chiesa è citata nel 1297, ma forse risale al X secolo; a navata unica, ne restano l’abside a volta con tre monofore, l’intero muro settentrionale, il campanile inglobato nel corpo dell’edificio con una sorta di ambulacro d’accesso e circa un terzo del muro meridionale.

### Architetture civili

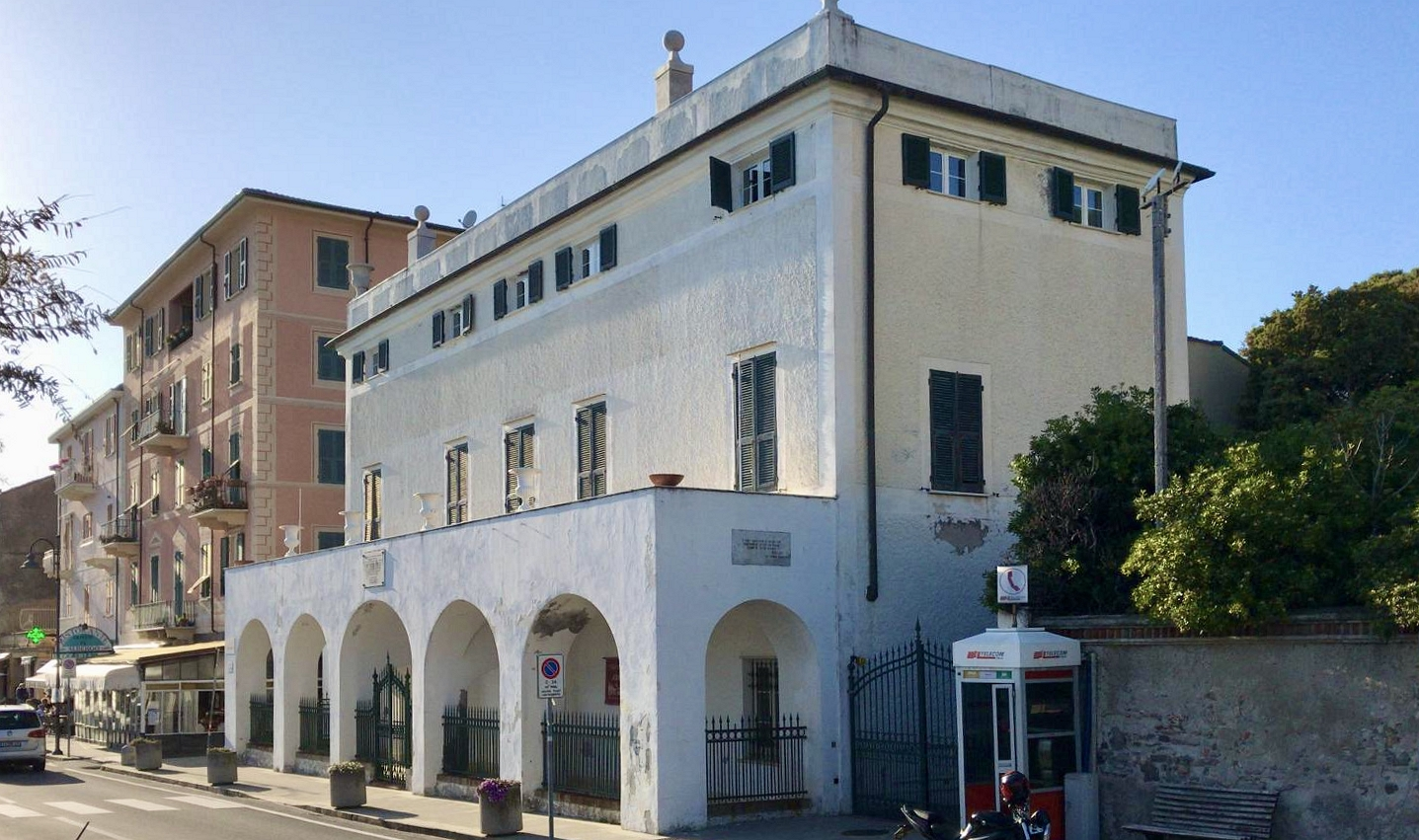
Villa Magni sulla spiaggia di San Terenzo, Ultima dimora del poeta romantico inglese Percy Bysshe Shelley.

- Villa Marigola, del XVIII secolo[21] e realizzata dai marchesi Ollandini, presso il promontorio tra il comune lericino e il borgo marinaro di San Terenzo. Dal 1979 il complesso settecentesco, circondato da due giardini all'inglese e all'italiana, è di proprietà della Cassa di Risparmio della Spezia che ne ha fatto sede di conferenze e congressi[21].
- Villa Magni sul litorale di San Terenzo, ai piedi del promontorio di Marigola con la villa omonima. Il suo primo impianto risalirebbe al XVI secolo quale monastero dei padri Barnabiti. La villa fu l'ultima dimora (settembre del 1822) del poeta inglese Percy Bysshe Shelley.
- Villa Rezzola, nella frazione di Pugliola, oggi bene del Fondo Ambiente Italiano, antica dimora nobiliare, famosa per il suo giardino terrazzato.
- Palazzo municipale, edificio del 1937 progettato dall'architetto Franco Oliva[22].

### Architetture militari

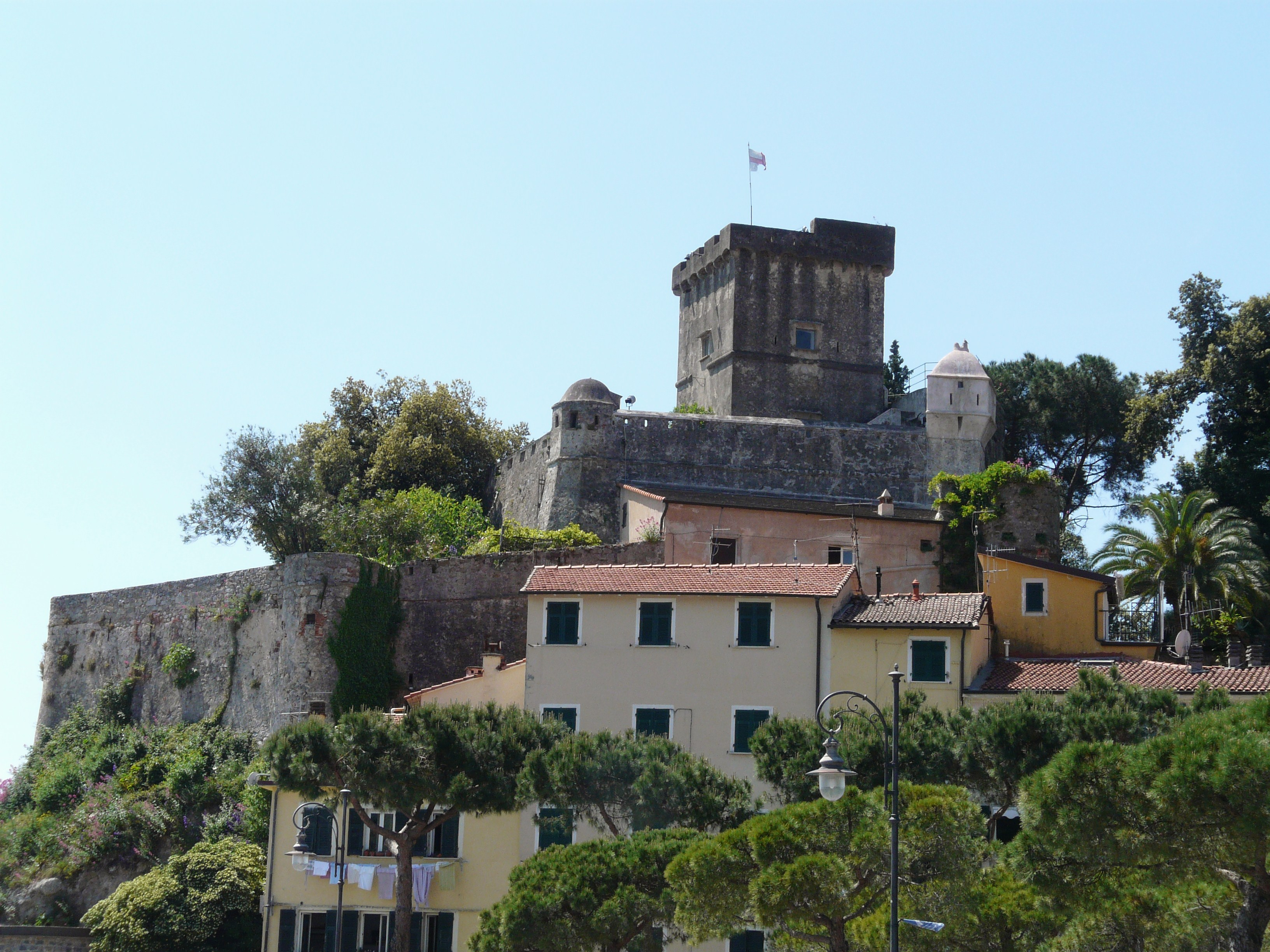
Il castello di San Terenzo

- Castello di Lerici. Il castello fu costruito a partire dal 1152 e subì numerose trasformazioni a opera delle repubbliche marinare di Genova e Pisa che se ne contendevano la proprietà a causa della sua posizione strategica. Fra il 1400 e il 1600 venne utilizzato come vedetta contro l’arrivo di razziatori turchi. Nel 1555 il castello cominciò ad assumere l'aspetto attuale, quando, per volere dell'Offizio di San Giorgio, vennero ultimati i lavori e, per suggellare l'evento, venne esposta una lapide ancora oggi visibile sul portale d'ingresso. Il castello è stato sede fino al 2015 del museo geopaleontologico di Lerici.
- Castello di San Terenzo nell'omonima frazione.

### Aree naturali
- Al piazzale della Bellavista, dove si può godere il panorama dell'intero arcipelago spezzino, un'epigrafe celebra gli immortali versi di Dante del Purgatorio-Canto III, 49-51.
- Sotto la frazione di Serra è la località Verazzano, di origine romana riconducibile alla gente dei Veratii; nel medioevo la località è più volte citata nel Codice Pelavicino. Il toponimo, non avendo altri corrispondenti e in mancanza di documentazioni certe, viene citato come luogo di origine della famiglia da cui nacque il navigatore Giovanni da Verazzano.
- Nella frazione di Pugliola un bassorilievo in marmo riproduce il famoso episodio in cui Fausto Coppi e Gino Bartali, al Tour de France del 1952, si passano una bottiglietta d'acqua. Il monumento ricorda una delle prime vittorie di Coppi, avvenuta a Pugliola il 6 agosto 1939.

## Società

### Evoluzione demografica
Abitanti censiti

### Etnie e minoranze straniere
Secondo i dati Istat al 31 dicembre 2023, i cittadini stranieri residenti a Lerici sono 575, pari al 6,17%.

## Cultura

### Istruzione

#### Musei
- Museo geopaleontologico del castello di Lerici. Il museo, aperto al pubblico tra il 1998 e il 2015, trae origine dalla scoperta nel territorio di Lerici di orme di dinosauri e altri rettili, risalenti a circa 220 milioni di anni fa, da parte di Ilario Sirigu, appassionato studioso dilettante prematuramente scomparso: sulla spinta di questo rinvenimento, il museo di Lerici riprende una tradizione di studi geopaleontologici iniziata nel XIX secolo, quando lo spezzino Giovanni Capellini, uno dei fondatori della moderna geologia in Italia, proprio nei promontori del Golfo avviava le sue prime ricerche.

### Cucina
Tra i prodotti tipici e piatti della cucina locale la zuppa di datteri alla Lericina.

### Eventi

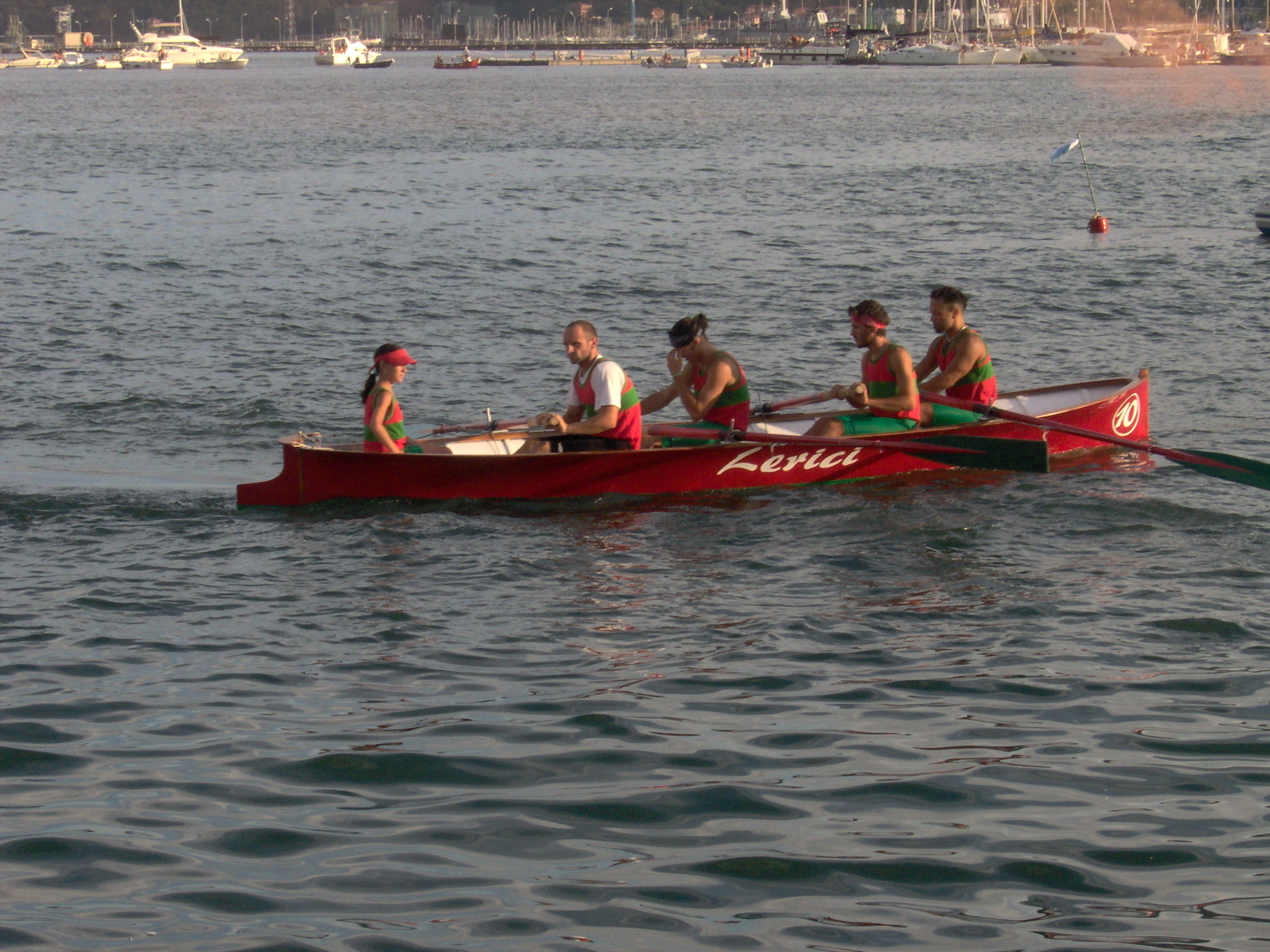
L'armo lericino, ultimo all'81° Palio del golfo.

- Il Comune di Lerici ha cinque delle tredici borgate che partecipano al Palio del golfo: Muggiano, San Terenzo, Venere Azzurra, Lerici, Tellaro.
- A Lerici si svolge l'evento annuale Lerici legge il mare.
- A Lerici si svolge dal 1954 il premio di poesia Premio Lerici Pea Golfo dei Poeti.
- A Lerici si svolge una parte del Mondomare Festival[25], una rassegna di incontri che si tengono in tutta la Liguria con personaggi illustri sul tema del mare.
- LeriCinema è il contenitore di tre importanti manifestazioni legate al cinema:
  - Golfo dei Poeti Film Festival, concorso internazionale cortometraggi che si svolge la terza settimana di agosto[26];
  - Tellaro Film Festival![27] che si svolge la seconda settimana di luglio;
  - Agave di cristallo, premio legato ai dialoghi dei film;
- Premio letterario-scientifico "Castello di Lerici", premio per il miglior libro a divulgazione scientifica dell'anno;
- Una voce poco fa, manifestazione realizzata per rendere omaggio a personalità del cinema scomparse;
- Premio Lerici città di pace e di poesia, viene attribuito a poeti che si sono distinti con la loro opera verso la pace.

### Lerici e il romanticismo inglese

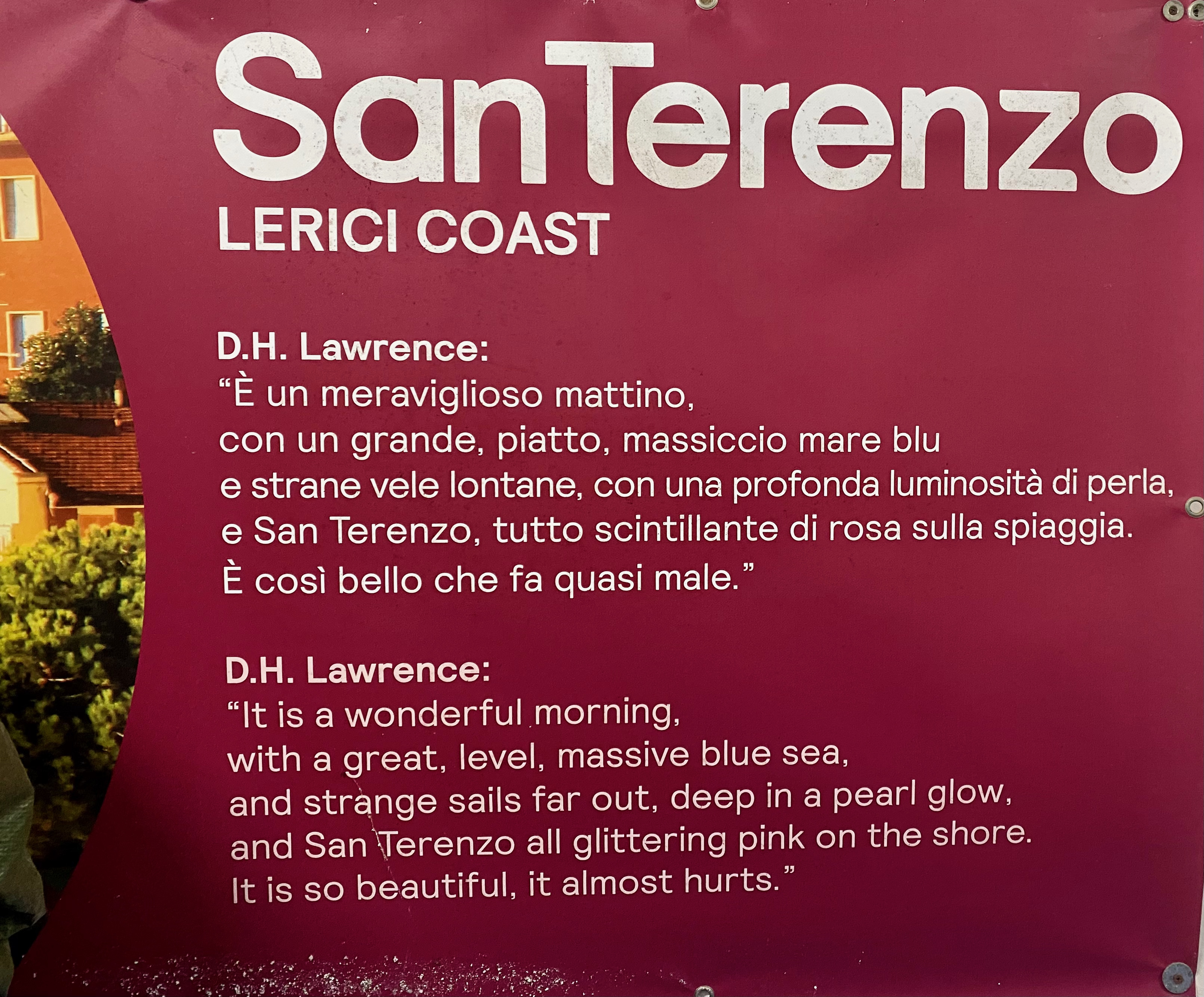
I versi dedicati a San Terenzo da D.H. Lawrence

A Lerici e nel Golfo della Spezia passano alcuni letterati del romanticismo inglese: Percy Bysshe Shelley, Mary Godwin Wollstonecraft Shelley e George Gordon Byron. Nel 1822 gli Shelley presero dimora a villa Magni, una piccola casa con archi sulla spiaggia del borgo di pescatori di San Terenzo che condividevano con i Williams, Edward e Jane e la sorella di Mary, Claire Clairmont. Gli Shelley cercavano una casa per il periodo estivo sul golfo spezzino.
Villa Magni e Lerici, grazie alla presenza degli Shelley, divenne luogo d'incontro di letterati ed esuli inglesi. The Corsairs Crew che aveva preso dimora a Pisa tra il 1820 e il 1822. Mary Shelley, l'autrice di Frankenstein o il moderno Prometeo, non amava villa Magni, per le difficoltà di gestire una casa in condivisione con i Williams e di recuperare provviste dai villaggi vicini, viveva inoltre uno stato di profonda depressione dopo molteplici gravidanze interrotte. Percy Bysshe Shelley era entusiasta di Lerici e nel maggio 1822 si fece costruire una goletta a doppio albero, la Don Juan (nominata così per espresso volere di Byron, ma poi ribattezzata Ariel) con cui esplorava le calette e le isole di Tino e Palmaria. Fu proprio a Lerici che Shelley compose The Triumph of Life, To Jane e Lines written in the Bay of Lerici.
Della permanenza di Lord George Gordon Byron nel golfo dei Poeti, non vi sono evidenze certe. Di certo fece visita agli amici Shelley a bordo della sua goletta Bolivar, preannunciando il suo arrivo nella baia di Lerici con sei colpi di cannone. Il 1 luglio 1822, P.B. Shelley ed Edward William partirono dalla spiaggia di San Terenzo a bordo dell'Ariel, per raggiungere a Livorno l'editore e amico Leigh Hunt appena giunto dall'Inghilterra e ospite di Lord Byron a villa Rossa. Shelley si trattenne qualche giorno in compagnia degli amici per progettare la nascita di un nuovo giornale letterario The Liberal. M. Shelley e Williams ripartirono da Livorno il giorno 8 luglio, ma non fecero mai ritorno a villa Magni. Morirono in mare a causa di una tempesta; i corpi riemersero dai flutti solo il 16 luglio 1822 a Viareggio.
Mary Shelley, che aveva appena 25 anni, lasciò Lerici assieme alla prole, sei mesi dopo la scomparsa del marito.

### Lerici e l'omaggio di artisti e letterati

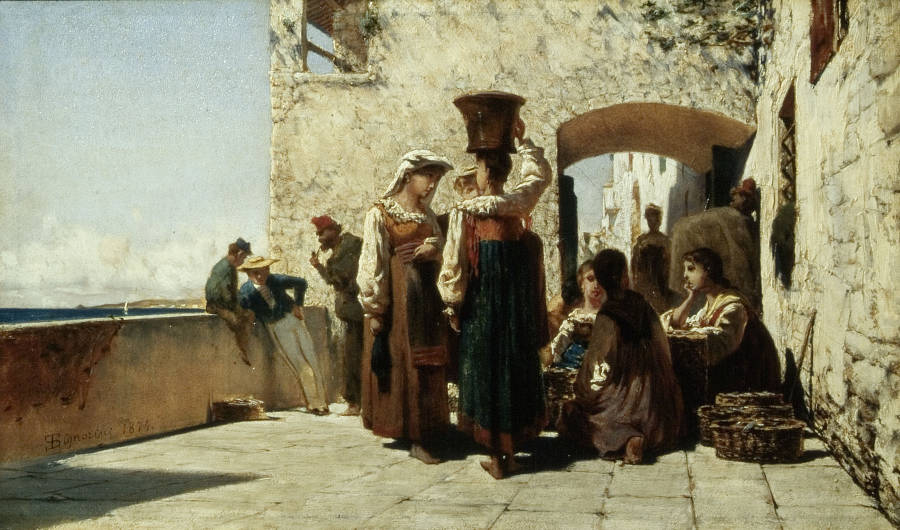
Telemaco Signorini
Pescivendole a Lerici, 1874
Galleria nazionale d'arte moderna e contemporanea

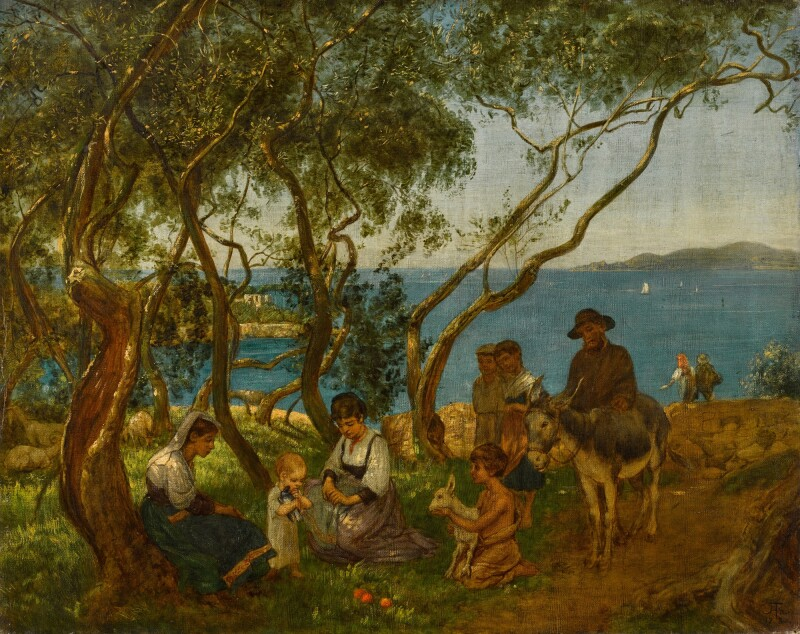
Hans Thoma
Veduta di Maralunga, 1880

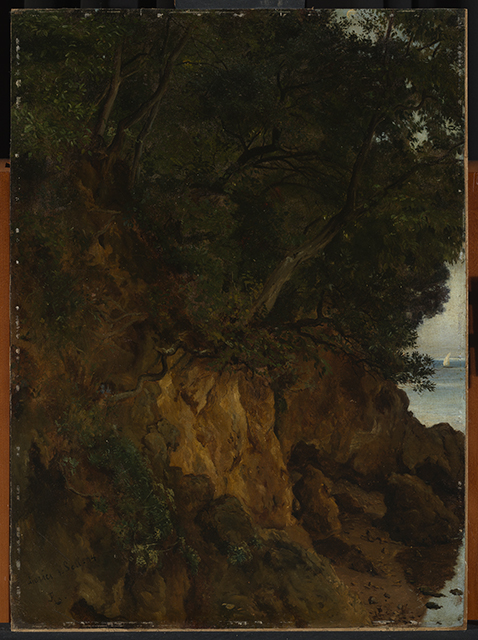
Albert Lang
Scogliera presso Lerici, 1874

Il tragico destino di P.B. Shelley e le vicende tumultuose dei giovani romantici che soggiornarono a Lerici, hanno da sempre esercitato un forte richiamo su scrittori e poeti tra cui: Charles Dickens, George Sand, David Herbert Lawrence, Henry James Gabriele D'Annunzio e Virginia Woolf.
Virginia Woolf giunse a Lerici nel 1933 sulle orme di Mary Shelley di cui ammirava la scrittura e la forza espressiva. Prese alloggio in una piccola pensione a San Terenzo, (l'allora pensione Europa) proprio a due passi da villa Magni riportando immagini e impressioni nel suo diario.
David Herbet Lawrence, insieme alla sua compagna Frida, soggiornò a Lerici, nella Casa Rossa di Fiascherino vicino alla spiaggia dal 1913 al 1914.

## Geografia antropica

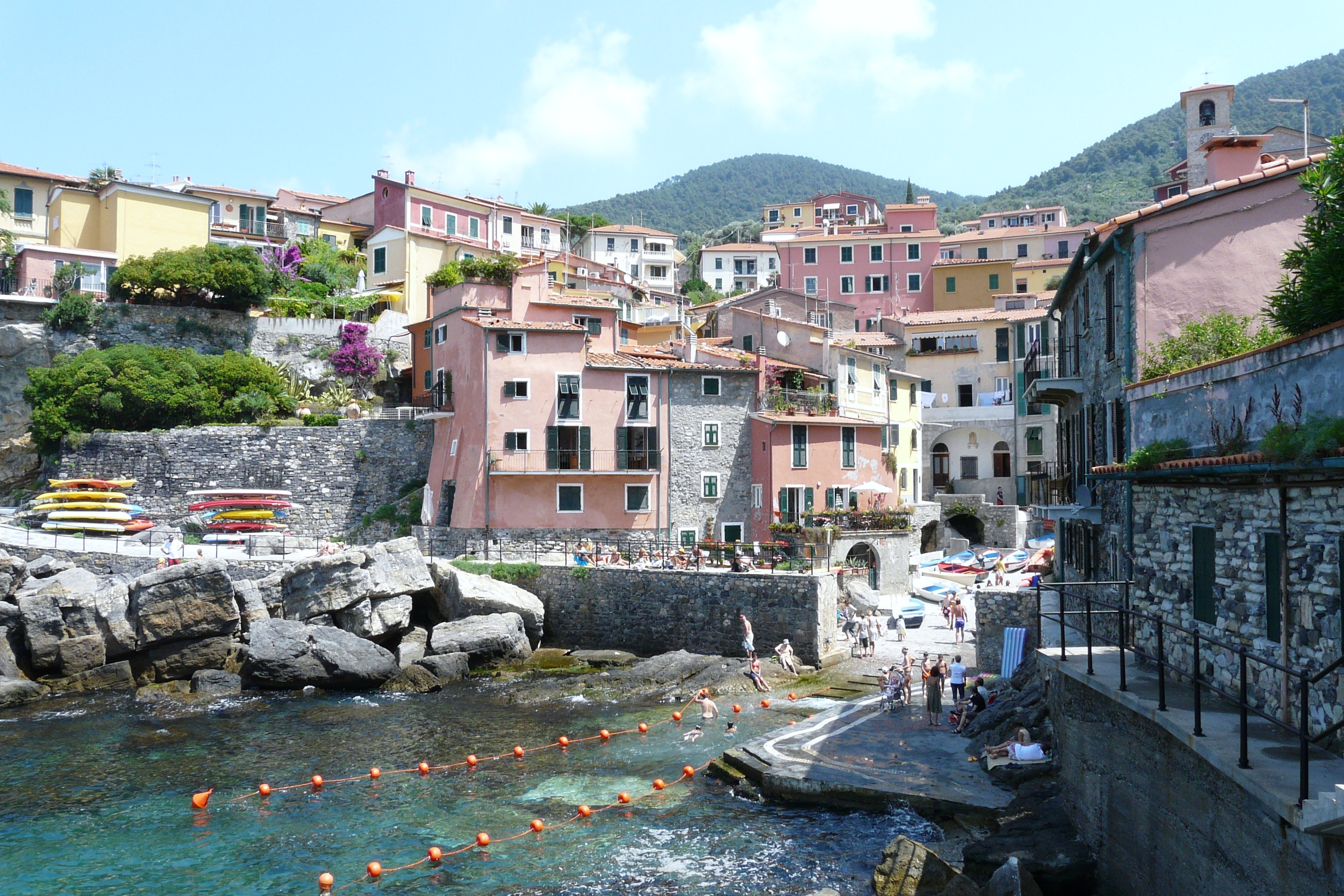
Il borgo marinaro di Tellaro

Oltre al capoluogo fanno parte del territorio comunale le sette frazioni di La Serra, Muggiano, Pozzuolo, Pugliola, San Terenzo, Senato e Tellaro per un totale di 16,01 km2; ne fanno altresì parte le località di Bagnola, Barcola, Falconara, Fiascherino, Le Figarole, Maralunga, Monti-San Lorenzo, Pianelloni, Tre Strade, Venere Azzurra, Solaro, Rocchetta e Zanego.
Confina a nord con i comuni della Spezia e Arcola, a sud è bagnato dal mar Ligure, a ovest con La Spezia e a est con Sarzana e Ameglia.

## Economia
L'economia lericina si basa soprattutto sul turismo. Parte del suo territorio è compreso nel Parco naturale regionale di Montemarcello-Magra-Vara, istituito per tutelare il paesaggio, la flora e la fauna, e nel quale si trovano anche i cavanei, costruzioni in pietra con copertura a volta, di epoca imprecisata, riscontrabili solo in un'altra zona della Liguria.
Il territorio è dotato di un importante servizio ricettivo, costituito da un buon numero alberghi e di bed and breakfast e dalla presenza di un porticciolo turistico. La località ha ottenuto dalla FEE-Italia (Foundation for Environmental Education) il conferimento della bandiera blu per la qualità delle sue spiagge.
Oltre al turismo sul territorio è sviluppata l'olivicoltura e la viticoltura.
La sua frazione Tellaro è associata al circuito dei borghi più belli d'Italia..

## Infrastrutture e trasporti

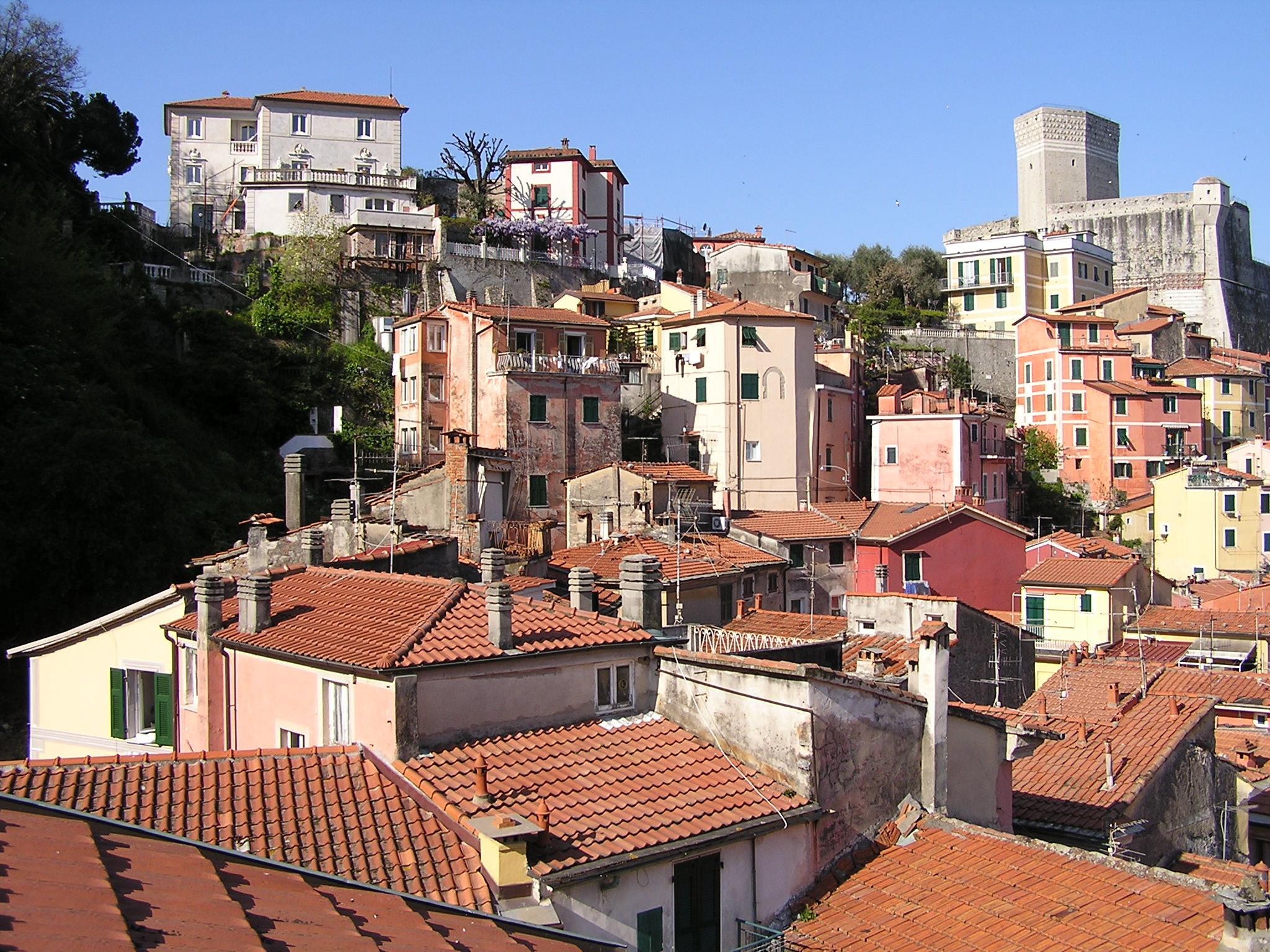
Uno scorcio del centro storico

### Strade
Il territorio di Lerici è interessato dalla strada provinciale 28 e dalla strada statale 331 di Lerici; quest'ultima gli permette il collegamento stradale con La Spezia, a ovest, e Romito Magra nel comune di Arcola.

### Mobilità urbana
I trasporti interurbani di Lerici vengono svolti con autoservizi di linea gestiti dalla società di trasporto ATC.
Al termine della prima guerra mondiale iniziarono i lavori di costruzione del prolungamento della rete tranviaria della Spezia, che nelle intenzioni dei progettisti avrebbe dovuto raggiungere Sarzana e Carrara, ma che tuttavia, anche in conseguenza della crisi economica sopraggiunta, non venne portato a compimento; fra le opere realizzate figura la galleria degli Scoglietti, poi riconvertita al solo traffico automobilistico, lungo la nuova strada allora in costruzione. I lavori di costruzione di quest'ultima vennero interrotti nel 1922 a causa del fallimento della Banca Italiana di Sconto e la stessa società tranviaria finì in crisi, dovendo chiudere l'esercizio per ben 42 giorni.

## Amministrazione

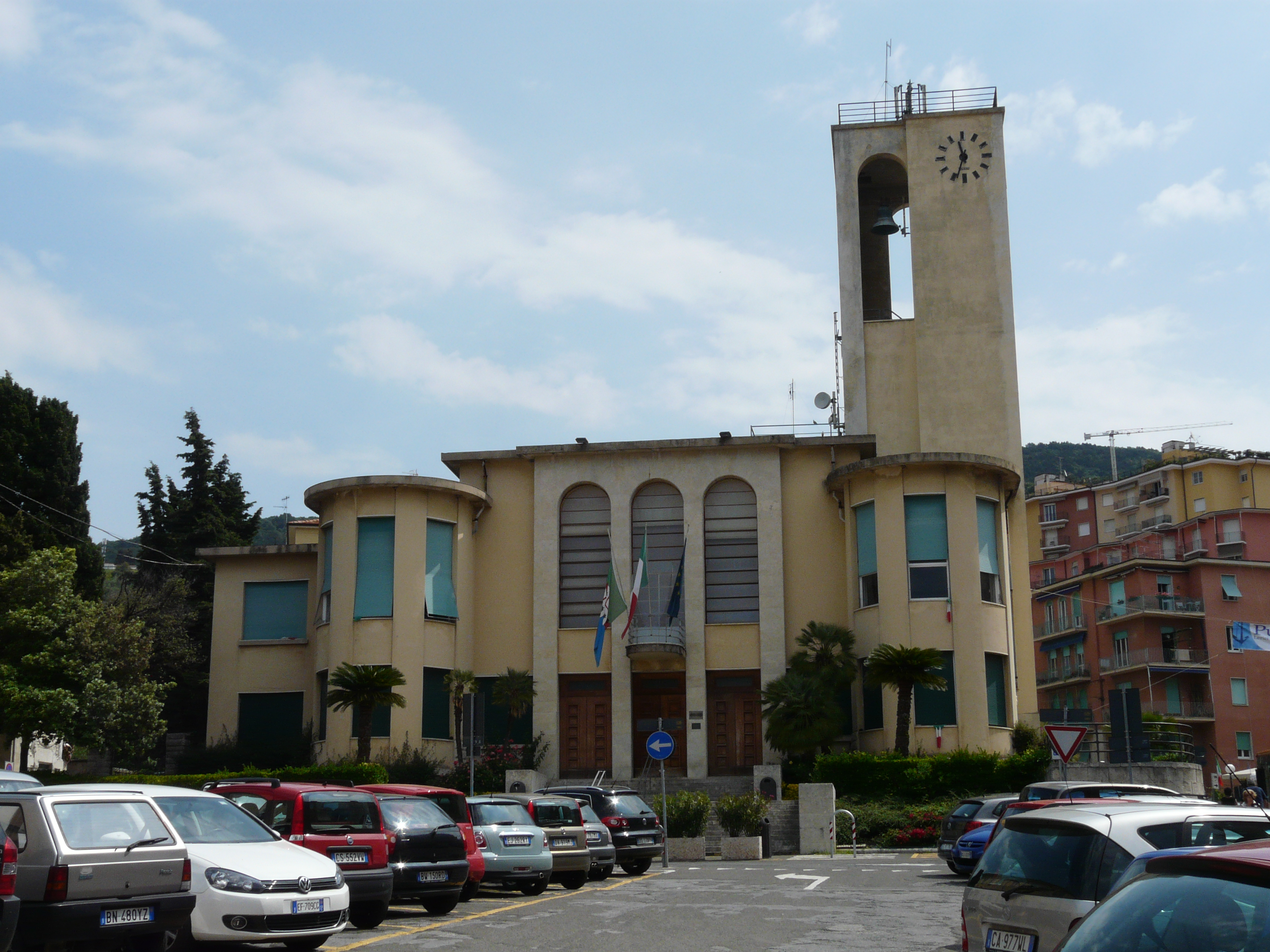
Palazzo del Municipio
architetto Manlio Costa, 1933

| Periodo           | Periodo           | Primo cittadino     | Partito                                                    | Carica         | Note   |
| ----------------- | ----------------- | ------------------- | ---------------------------------------------------------- | -------------- | ------ |
| 1945              | 1945              | Tommaso Lupi        | Partito Comunista Italiano                                 | Sindaco        |        |
| 1945              | 1946              | Renzo Benedetti     |                                                            | Sindaco        |        |
| 1946              | 1951              | Armando Isoppo      | Partito Comunista Italiano                                 | Sindaco        |        |
| 1951              | 1956              | Armando Isoppo      | Partito Comunista Italiano                                 | Sindaco        |        |
| 1956              | 1959              | Armando Isoppo      | Partito Comunista Italiano                                 | Sindaco        |        |
| 1959              | 1962              | Ezio Pontremoli     | Partito Repubblicano Italiano                              | Sindaco        |        |
| 1962              | 1967              | Ezio Pontremoli     | Partito Repubblicano Italiano                              | Sindaco        |        |
| 1967              | 1969              | Mario Macellaio     |                                                            | Sindaco        |        |
| 1969              | 1969              | Pietro Di Sibio     | Partito Repubblicano Italiano                              | Sindaco        |        |
| 1969              | 1972              | Giovanni Tincani    |                                                            | Sindaco        |        |
| 1972              | 1978              | Giovanni Tincani    |                                                            | Sindaco        |        |
| 1978              | 1980              | Guglielmo Salsi     |                                                            | Sindaco        |        |
| 6 agosto 1980     | 2 ottobre 1990    | Ignazio Ferrari     | Partito Socialista Italiano                                | Sindaco        | [ 37 ] |
| 12 ottobre 1990   | 18 febbraio 1992  | Settimo Scatena     | Partito Democratico della Sinistra                         | Sindaco        | [ 37 ] |
| 23 aprile 1992    | 30 ottobre 1992   | Mario Rosario Ruffo |                                                            | Comm. straord. |        |
| 27 novembre 1992  | 17 novembre 1997  | Giorgio Tedoldi     | Federazione dei Verdi                                      | Sindaco        |        |
| 17 novembre 1997  | 28 maggio 2002    | Giorgio Tedoldi     | lista civica di centro-sinistra                            | Sindaco        |        |
| 28 maggio 2002    | 29 maggio 2007    | Emanuele Fresco     | lista civica di centro-sinistra                            | Sindaco        |        |
| 29 maggio 2007    | 7 maggio 2012     | Emanuele Fresco     | Golfo dei Poeti (lista civica di centro-sinistra)          | Sindaco        |        |
| 7 maggio 2012     | 17 febbraio 2015  | Marco Caluri        | Golfo dei Poeti (lista civica di centro-sinistra)          | Sindaco        | [ 38 ] |
| 17 febbraio 2015  | 1º giugno 2015    | Grazia La Fauci     |                                                            | Comm. straord. |        |
| 1º giugno 2015    | 22 settembre 2020 | Leonardo Paoletti   | Per Lerici e i suoi borghi (lista civica di centro-destra) | Sindaco        |        |
| 22 settembre 2020 | in carica         | Leonardo Paoletti   | Per Lerici e i suoi borghi (lista civica di centro-destra) | Sindaco        |        |

### Gemellaggi
Lerici è gemellata con:
- Mougins, dal 2008[39].

## Sport
- U.S.D. Santerenzina, militante nel campionato di Prima Categoria.
- A.S.D. Lerici F.C., militante nel campionato di Seconda Categoria.
- Il comune di Lerici ha 4 Borgate marinare: Lerici, Tellaro e San Terenzo, Venere azzurra che partecipano al palio del Golfo della Spezia.